# اووچاره (شهرستان گورلیتسه)
اووچاره (به لهستانی:  Owczary) یک روستا در لهستان است که در گمینا سنکووا واقع شده‌است.